# 李亲顾镇
李亲顾镇，是中华人民共和国河北省保定市定州市下辖的一个乡镇级行政单位。

## 行政区划
李亲顾镇下辖以下地区：
李亲古村、留宿村、油味社区村、西湖村、一家庄村、大召庄社区村、市庄村、新立村、南太平庄村、彭家庄村、北成村、楼底村、东大召村、小召村、赵家庄村、南成村社区村、东丁庄村和韩庄村。